# Jean-Baptiste Pergolèse
Œuvres principales
Stabat Mater, La serva padrona, L'Olimpiade
Giovanni Battista Draghi dit Pergolesi en italien, Jean-Baptiste Pergolèse sous sa forme francisée, né le 4 janvier 1710 à Jesi, dans la province d'Ancône de la région italienne des Marches alors partie des États pontificaux et mort le 17 mars 1736 à Pouzzoles près de Naples, est un compositeur italien de la période baroque. Il est considéré comme l'un des plus grands musiciens italiens de la première moitié du XVIIIe siècle et l'un des grands représentants de l'école napolitaine de musique.

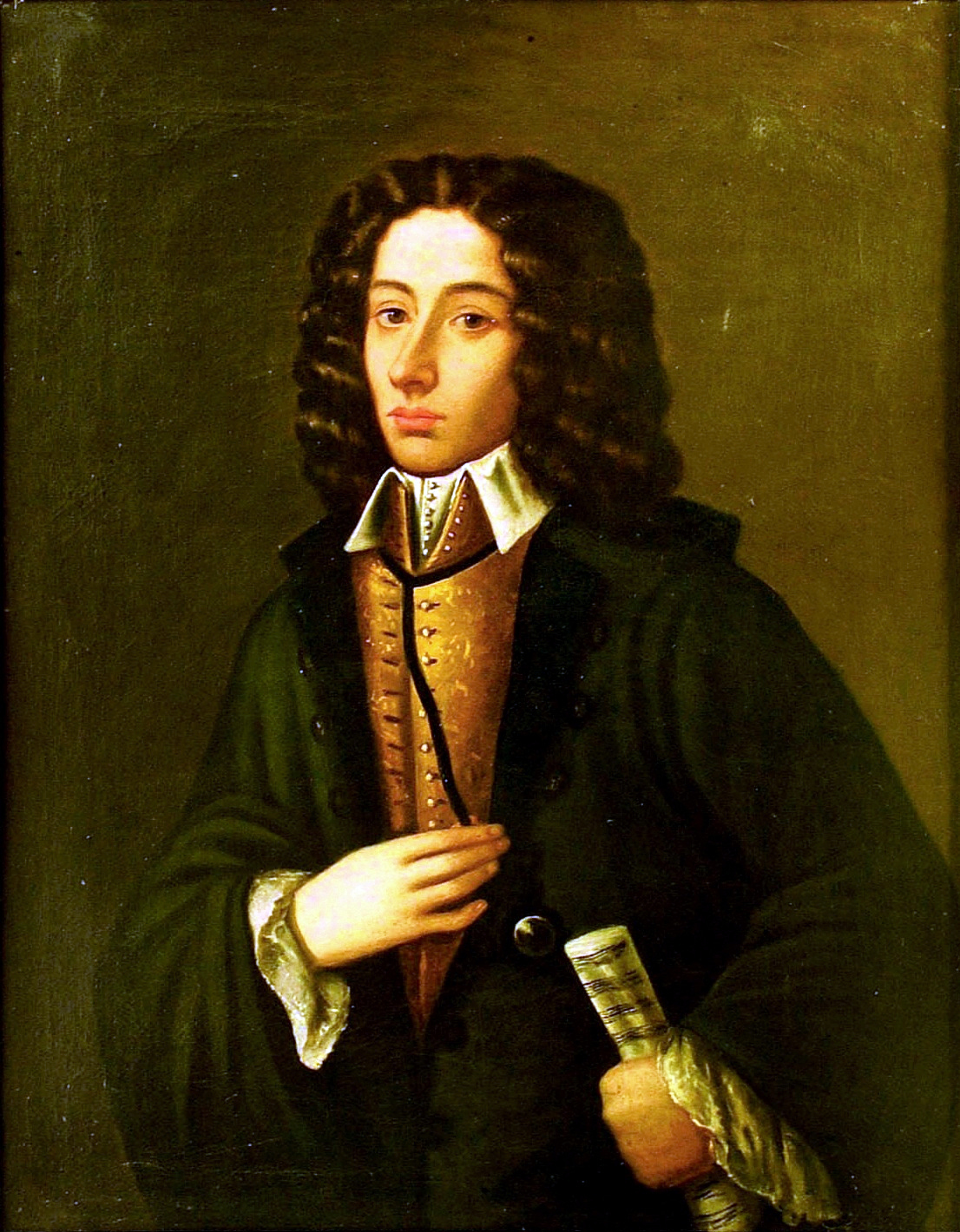
Portrait supposé de Pergolèse (Domenico Antonio Vaccaro ? - Museo Storico Musicale du Conservatoire San Pietro a Majella de Naples).

Compositeur au talent précoce, il a réussi, malgré sa courte vie et sa brève activité, à créer des œuvres de haute valeur artistique et d'importance historique, parmi lesquelles La serva padrona, référence fondamentale pour le développement et la diffusion de l'opera buffa en Europe, L'Olimpiade, considéré comme l'un des chefs-d'œuvre des opera seria de la première moitié du XVIIIe siècle, et le Stabat Mater, parmi les plus importantes compositions de musique sacrée,,.

## Biographie

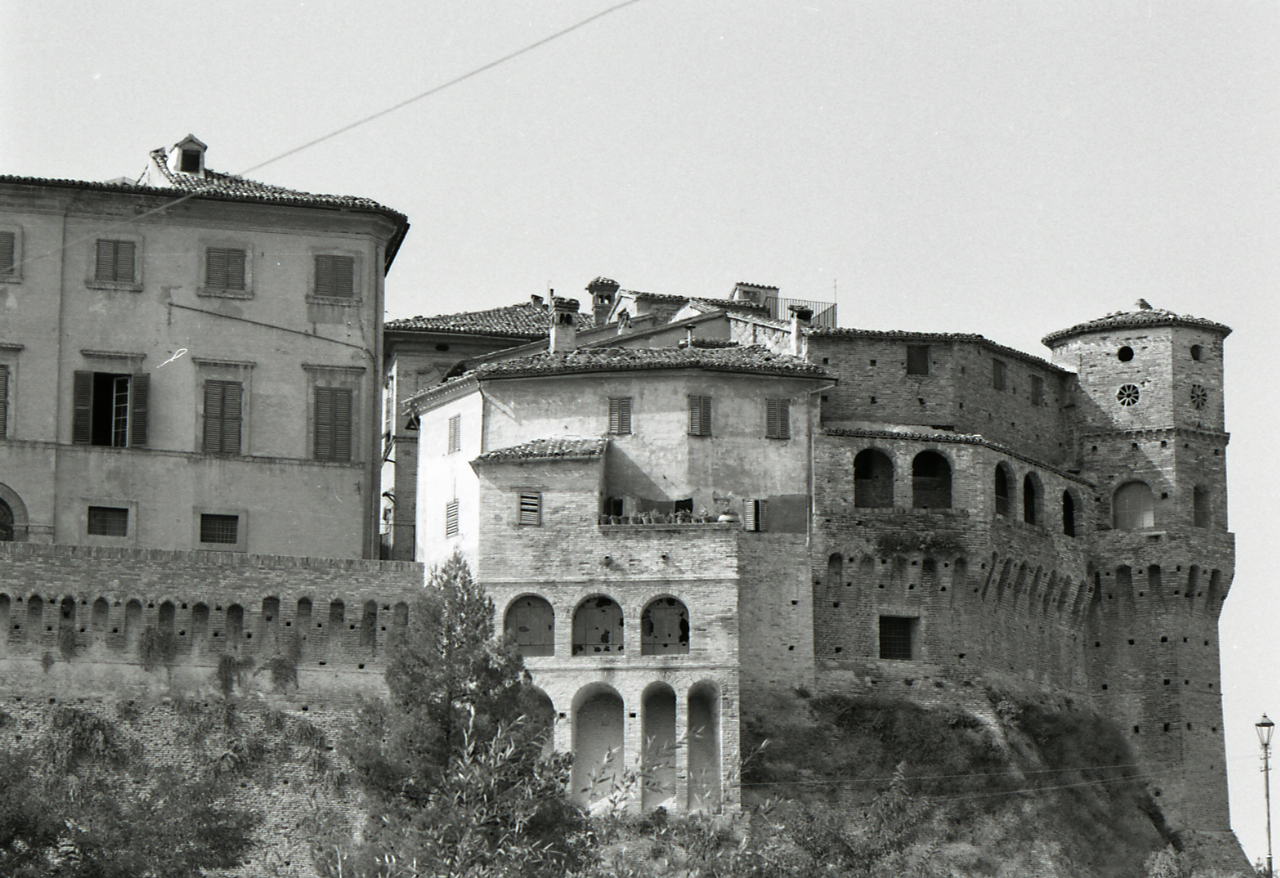
Vue des remparts de Jesi.

Si son nom lui vient de Pergola, ville de la région des Marches italiennes d’où sa famille était originaire, Giovanni Battista Pergolesi naît à 45 km plus au sud, dans la ville de Jesi, ville dont est également originaire Frédéric II, empereur du Saint-Empire romain germanique.
Enfant très doué, il est envoyé dès l’âge de douze ans au célèbre Conservatoire dei Poveri di Gesù Cristo à Naples où il est l’élève de professeurs réputés et exigeants dont Francesco Durante et Gaetano Greco.
Il y reçoit une solide formation musicale centrée sur l’apprentissage de la beauté et des difficultés, à la fois de la polyphonie utilisée dans la  musique d'église et de l’opéra napolitain.
Son chef-d'œuvre de fin d'étude au conservatoire, Li prodigi della divina grazia nella conversione e morte di san Guglielmo duca d’Aquitania, donné en 1731, le rend célèbre.
Sa jeune renommée lui fait recevoir immédiatement la commande de son premier opéra pour la saison du Theatro San Bartolomeo qui commence alors : Salustia. Il aurait dû être joué en hiver de la même année, mais il est retardé à la seconde moitié du mois de janvier 1732 à cause de la mort subite du protagoniste (le fameux castrat Nicolò Grimaldi) et ne connaît guère de succès. L'année suivante, sa comédie en musique, Lo frate 'nnamorato (Le Frère amoureux), a beaucoup plus de succès. En 1732, il devient maître de chapelle du prince Ferdinando Colonna Stigliano, écuyer du vice-roi de Naples.
Pergolèse écrit aussi des œuvres religieuses. Il compose ainsi, pour la ville de Naples qui vient d’être victime d’un violent séisme en 1732, sa grande Messe solennelle à dix voix, pour double chœur, deux orchestres et deux orgues, ainsi que des Vêpres solennelles à cinq voix. Ces allers et retours entre la musique profane et la musique sacrée sont alors fréquents pour les compositeurs de l’époque. Les compositeurs italiens font en effet jouer leurs œuvres profanes et religieuses pour un même public et avec le soutien des mêmes mécènes. Ils adaptent ainsi régulièrement leurs œuvres profanes en œuvres religieuse ou l’inverse, ce qui crée une proximité entre elles.
Le jeune compositeur compose ensuite plusieurs opéras et autant d’intermezzos. En effet, ces intermèdes dans le goût napolitain sont de petites farces fort en vogue jouées pendant les entractes des opere serie pour distraire le public. Il fait jouer ainsi en 1733 La serva padrona Intermezzo per musica (La Servante maîtresse), pendant les entractes de son opéra principal, Il Prigionier' superbo. Cet intermède deviendra une œuvre autonome qui connaîtra un succès exceptionnel, tout comme Livietta e Tracollo, joué en 1734, qui connaît également une carrière indépendante de son opéra principal.
En 1735, la santé du jeune musicien commence à décliner et l’oblige à se retirer au début de l’année suivante au monastère des Capucins de Pouzzoles, près de Naples.
Il écrit pour les bons Pères du couvent des Cappuccini di Pozzuoli, et c’est vraisemblablement dans leur monastère que Pergolèse compose son Salve Regina et son célèbre Stabat Mater, qui lui avait été commandé par son mécène, le duc de Maddaloni, et qui deviendra, à titre posthume, son œuvre la plus populaire. Atteint de la tuberculose, Pergolèse meurt en 1736, à l’âge de 26 ans.

## Postérité

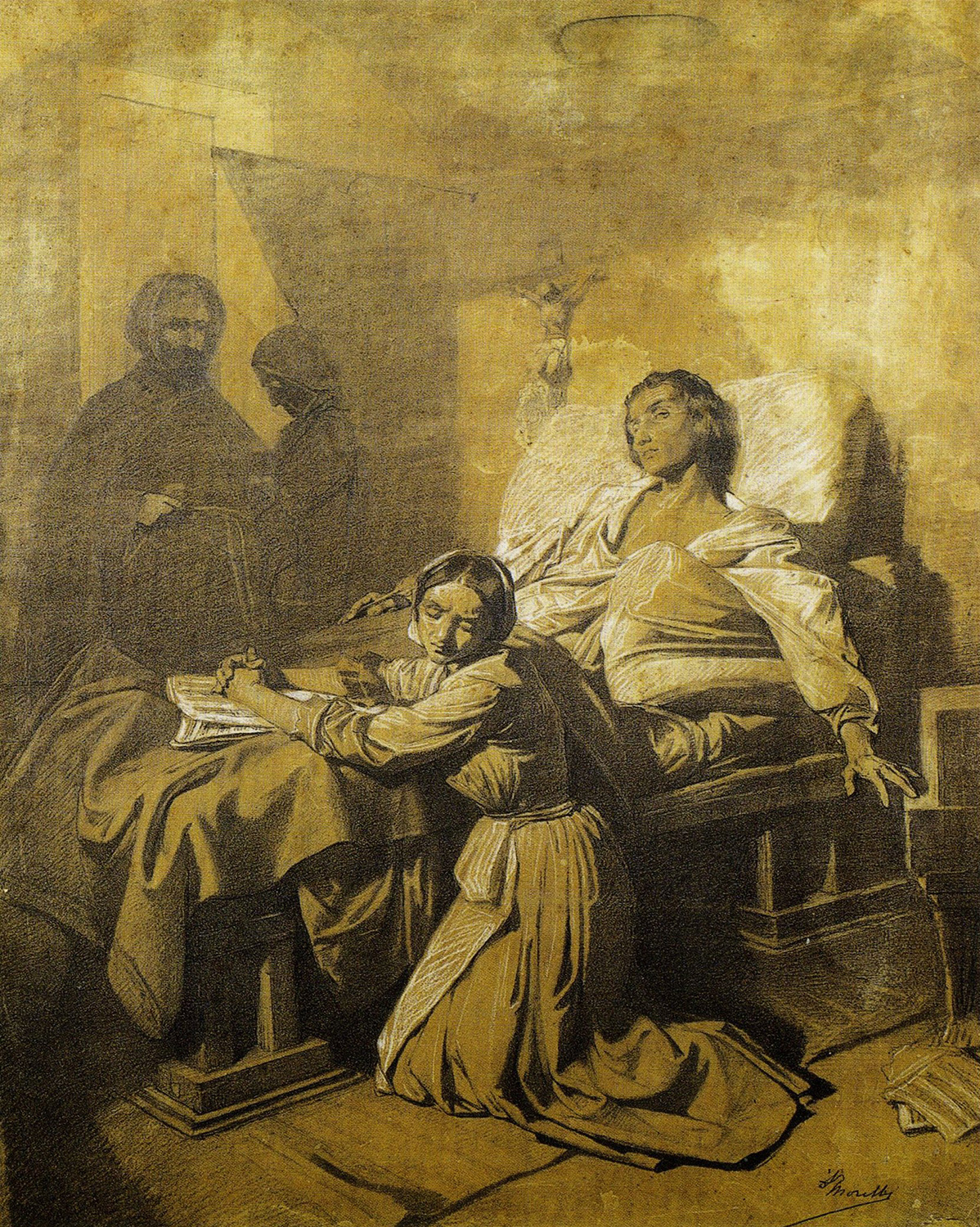
La Mort de Pergolèse, après avoir écrit le Stabat Mater
Dessin de Domenico Morelli - Galerie municipale d'art moderne et contemporain de Turin.

Malgré sa courte vie, la carrière de Pergolèse a été active — son œuvre comporte entre autres dix opera seria, comédies en musique et intermezzi — mais elle n’a duré que six années et ne suscita, du vivant du compositeur, qu’un intérêt modeste.
Mais, comme l’indique l’historien et voyageur Charles Burney : « … dès l’instant où sa mort fut connue, toute l’Italie manifesta le vif désir d’entendre et de posséder ses œuvres ». En effet, le mythe qui est né dans toute l’Europe autour de sa vie et de son œuvre après sa disparition représente un phénomène exceptionnel dans l’histoire de la musique. Mozart connaîtra après sa mort un engouement similaire.
Ainsi, plus de trois cents numéros d’opus lui ont été attribués dont seulement une trentaine a été reconnue par la critique moderne comme étant réellement de lui, phénomène qui témoigne de la réputation du compositeur.
Johann Sebastian Bach a adapté le fameux Stabat Mater sous le titre de « Tilge, Höchster, meine Sünden », (BWV 1083).
Plusieurs années après la disparition de Pergolèse, la représentation à Paris, le 1er août 1752, de La Serva padrona par une troupe d’opéra comique italien déclencha la fameuse « Querelle des Bouffons » opposant les défenseurs de la musique française « ramistes » (coin du Roi) et les « rousseauistes » (coin de la Reine), partisans d’« italianiser » l’opéra français. Pour Jean-Jacques Rousseau justement, la « fraîcheur » et la « grâce » de sa musique était l’éclatante démonstration de la supériorité de l’opéra italien sur la tragédie lyrique française. Le compositeur André Grétry quant à lui déclara : « Pergolèse naquit, et la vérité fut connue ! ».
Dans son ballet Pulcinella, écrit en 1919, Igor Stravinsky s’est inspiré de certaines sonates en trio qui passaient alors pour être de Pergolèse, mais qui, depuis 1980, sont attribuées à Domenico Gallo.
Le romancier de science fiction Robert Silverberg lui a consacré une nouvelle intitulée Gianni en 1982 dans laquelle il imagine que le compositeur est récupéré à son époque et transporté dans le Los Angeles du XXIe siècle, où il meurt très précocement des conséquences d'une vie dissolue…

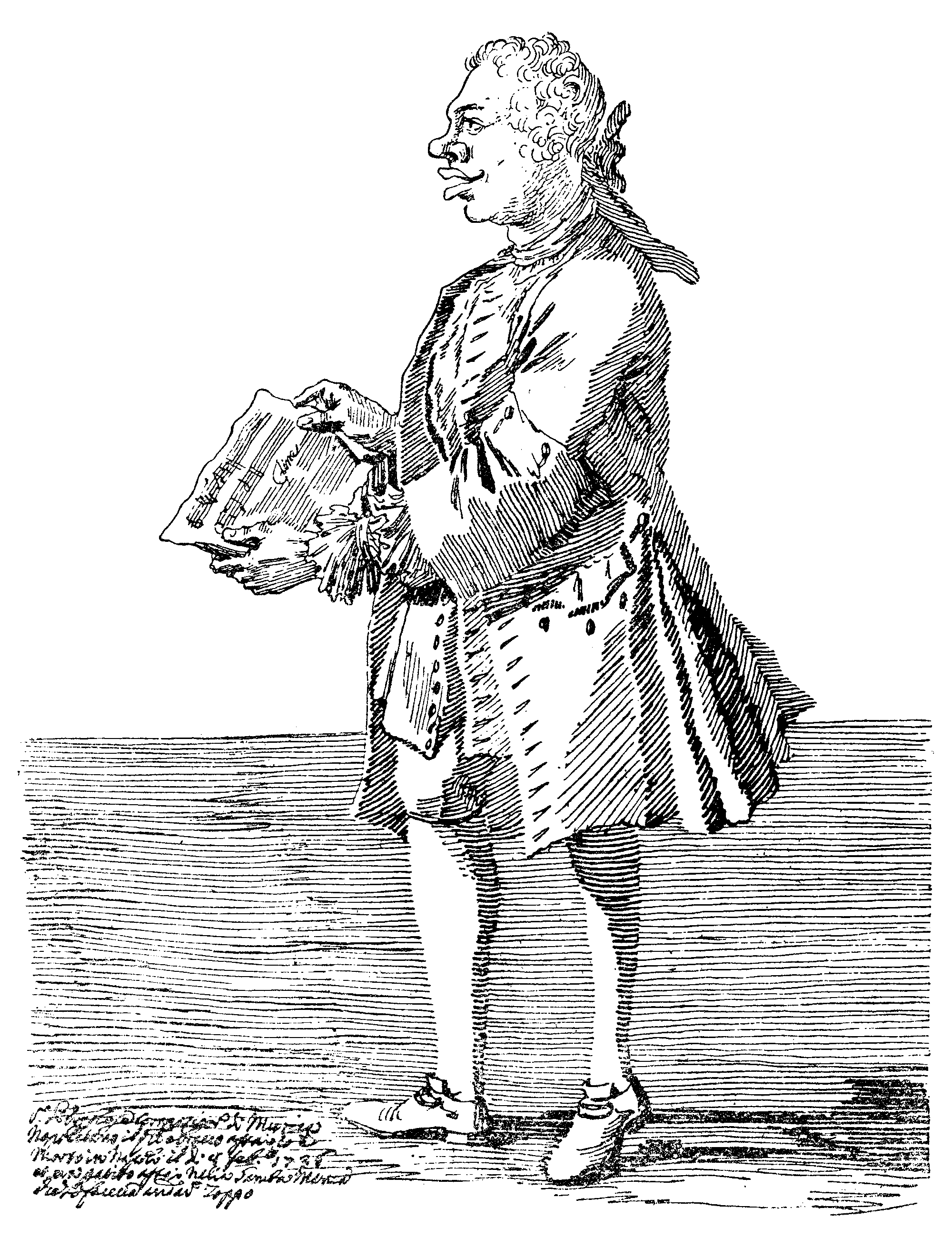
« Signor Pergolèse, compositeur napolitain de musique, lequel est très bon et est mort à Naples le 7 février 1736, et avait beaucoup souffert de sa jambe gauche qui le faisait marcher en boitant » (Pier Leone Ghezzi - Bibliothèque apostolique vaticane).

## Œuvres
Ci-dessous ne sont listées que les œuvres considérées comme authentiques par la Fondazione Pergolesi Spontini et incluses dans leur édition complète des œuvres de Pergolèse commencée en 2012.

### Œuvres lyriques

#### Opera seria
- La Salustia (it) (1732)
- Il Prigionier superbo (1733)
- Adriano in Siria (1734)
- L'Olimpiade (1735)

#### Opera buffa
- Lo Frate 'nnamorato (1732)
- Il Flaminio (1735)

#### Intermezzos
- La serva padrona (intermezzo pour Il prigionier superbo) (1733)
- Livietta e Tracollo (intermezzo pour Adriano in Siria) (1734)

#### Drame sacré
- Li prodigi della divina grazia nella conversione e morte di S. Guglielmo Duca d’Aquitania (it) (1731)

### Œuvres religieuses

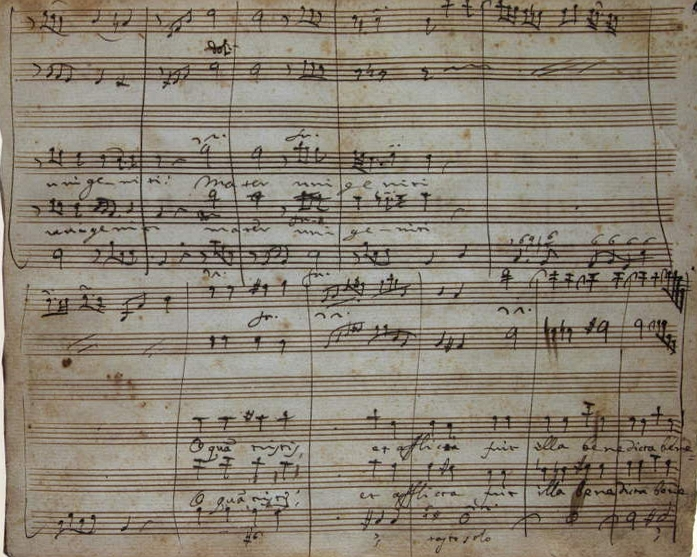
Autographe du Stabat Mater.

#### Oratorio
- La fenice sul rogo, ovvero La morte di S. Giuseppe (it) (1731)[11]

#### Messes
- Messe en ré majeur (1731 (?)) pour deux chœurs
- Messe en fa majeur "Missa S. Emidio" (dite Missa Romana) (1732 (?)) à dix voix

#### Psaumes, motets et antiennes
- Deus in adjutorium (Domine ad adjuvandum me) (1732), motet pour chœur à 5 voix, hautbois, cor, cordes et basse continue
- Dixit Dominus (1732), psaume 109 pour soprano, 2 chœurs et 2 orchestres
- Confitebor tibi, Domine (1732), psaume 110 pour soprano, contralto, chœur , cordes et basse continue
- Laudate pueri Dominum (1734), psaume 112 pour soprano, chœur à cinq voix, violons, hautbois, cor et basse continue
- Sicut erat in principio
- In coelestibus regnis, antienne pour contralto, cordes et basse continue
- In hac die tam decora, motet pour soprano, contralto, ténor, 2 chœurs et orchestre
- Salve Regina en la mineur (1731), antienne pour soprano, cordes et basse continue
- Salve Regina en do mineur (1735), antienne pour soprano, cordes et basse continue
- Salve Regina en fa mineur (1736, révision du Salve Regina en do mineur), antienne pour contralto, cordes et basse continue

#### Séquence
- Stabat Mater (1736), pour soprano, alto, cordes et basse continue

### Cantates
- Questo è il piano, questo è il rio (1731), cantate pour contralto, cordes et basse continue
- Della città vicino, cantate pour soprano, cordes et basse continue
- Dalsigre, ahi mia Dalsigre, cantate pour soprano et basse continue
- Chi non ode e chi non vede ("Segreto tormento"), cantate pour soprano, cordes et basse continue
- Luce degli occhi miei, cantate pour soprano, cordes et basse continue
- Nel chiuso centro ("Orfeo"), cantate pour soprano, cordes et basse continue

### Œuvres instrumentales
- Concerto en en si bémol majeur pour violon, cordes et basse continue
- Sinfonia (Sonate) en fa majeur pour violoncelle et basse continue
- 2 sonates pour orgue

### Œuvres didactiques
- 42 solfeggi à 2 voix
- 64 solfeggi à 3 voix

## Hommages
L'astéroïde (7622) Pergolesi est nommé en son honneur.
À Paris, la rue Pergolèse porte son nom.

#### Bases de données et dictionnaires
- Ressources relatives à la musique :   - International Music Score Library Project
  - AllMusic
  - Bait La Zemer Ha-Ivri
  - Bayerisches Musiker-Lexikon Online
  - Carnegie Hall
  - Discography of American Historical Recordings
  - Discogs
  - Grove Music Online
  - Last.fm
  - MGG Online
  - MusicBrainz
  - Musopen
  - Muziekweb
  - Operone
  - Projet Mutopia
  - Rate Your Music
  - Répertoire international des sources musicales
  - Songkick
- Ressources relatives au spectacle :   - Les Archives du spectacle
  - César
  - Internet Broadway Database
  - Kunstenpunt
- Ressources relatives à l'audiovisuel :   - AllMovie
  - Allociné
  - Filmportal
  - IMDb
- Ressource relative à plusieurs domaines :   - Radio France
- Ressource relative à la recherche :   - Isidore
- Notices dans des dictionnaires ou encyclopédies généralistes :   - Britannica
  - Brockhaus
  - Den Store Danske Encyklopædi
  - Deutsche Biographie
  - Dizionario biografico degli italiani
  - Gran Enciclopèdia Catalana
  - Hrvatska Enciklopedija
  - Internetowa encyklopedia PWN
  - Nationalencyklopedin
  - Proleksis enciklopedija
  - Store norske leksikon
  - Universalis
  - Visuotinė lietuvių enciklopedija
- Notices d'autorité :   - VIAF
  - ISNI
  - BnF (données)
  - IdRef
  - LCCN
  - GND
  - Italie
  - Japon
  - CiNii
  - Espagne
  - Belgique
  - Pays-Bas
  - Pologne
  - Israël
  - NUKAT
  - Catalogne
  - Suède
  - Vatican